# Ostra japonesa
L'ostra japonesa (ex Crassostrea gigas, ara Magallana gigas) coneguda popularment com a ostró, ostrot, ostra fonda o ostra del Pacífic, és un mol·lusc marí estretament emparentat amb l'ostra europea, originari del Pacífic i proveït de dues valves irregulars i desiguals. És una espècie endèmica de les costes japoneses i coreanes que amb el temps s'ha anat expandint a molts països pel seu enorme potencial reproductor i les seves característiques fisiològiques, que la fan molt adequada per al cultiu. Es diferencia de l'ostra plana europea (Ostrea edulis) per la seva forma corbada i estreta, amb marges irregulars, arrissats de vegades (a Galícia l'anomenen ostra rizada) i sobretot per tenir un sabor més fort. L'Organització de Productors Ostrícoles de Galícia (OPOGA) va registrar el nom ostra rizada per distingir aquesta espècie de l'ostra plana europea.
Estudis filogenètics i biogeogràfics han demostrat que hi ha prou diferències entre les espècies de Cassostrea de les costes asiàtiques del Pacífic i les que viuen a les costes americanes de l'Atlàntic. Així, mentre s'ha mantingut el gènere Cassostrea per a les espècies de l'Atlàntic, s'ha anomenat Magallana el gènere de les espècies que creixen a les costes asiàtiques del Pacífic.
Són animals filtradors i es nodreixen de partícules orgàniques microscòpiques, d'organismes planctònics com bacteris, protozous, diatomees i larves d'altres invertebrats marins, que es troben en suspensió a l'aigua. La temperatura i salinitat òptimes per al seu creixement són 15-20 °C i 25-35 psu (unitats pràctiques de salinitat), però s'ha registrat la seva presència en medis amb valors de temperatura de 1 a 34 °C i amb salinitat d'11 a 48 psu. El tipus d'hàbitat on millor creixen aquests ostrons són els estuaris o badies en zones intermareals o d'aigües poc profundes, on es troben adherits a superfícies dures, normalment roques, però en fons de fang o d'arena les larves poden fixar-se damunt d'individus adults de la seva espècie o d'algun altre mol·lusc.
Per les seves característiques ha esdevingut una espècie de gran importància en aqüicultura a tot el món i en molts llocs ha substituït espècies autòctones A Europa es troba, de nord a sud, des d'Escandinàvia (però amb el límit de 60ºN) fins a Portugal i al sud, per la costa Mediterrània i també en el mar Negre. Únicament les regions equatorials i polars no semblen adequades per al seu creixement. A la península Ibèrica es troben a Galícia i Portugal, la costa occidental Andalusa i a la costa mediterrània. La seva zona de cria a Catalunya es redueix exclusivament a dos indrets enclavats a la província de Tarragona, la badia del Fangar a l'Ampolla i la dels Alfacs a Sant Carles de la Ràpita, ambdós situats al Parc Natural del Delta de l'Ebre, a la desembocadura del riu Ebre.
Fa part de la llista de les cent espècies invasores més dolentes d'Europa i del Catálogo español de especies exóticas invasoras.